# Ferussacia fritschi
Ferussacia fritschi is een slakkensoort uit de familie van de Ferussaciidae. De wetenschappelijke naam van de soort is voor het eerst geldig gepubliceerd in 1872 door Mousson.